# デジデーリオ・ダ・セッティニャーノ

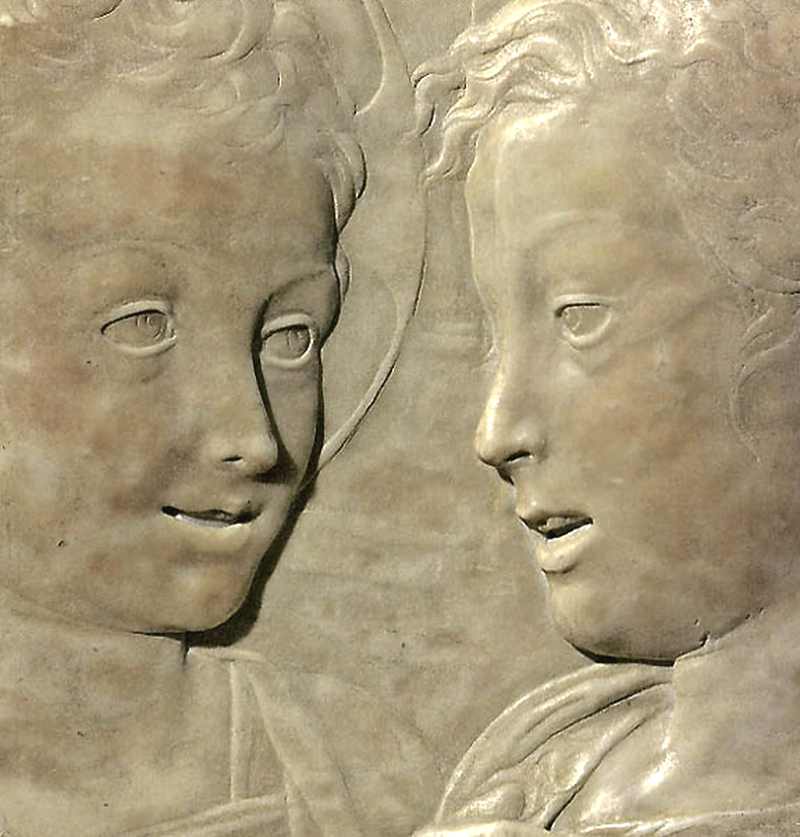
デジデーリオ・ダ・セッティニャーノ『イエスとヨハネ』

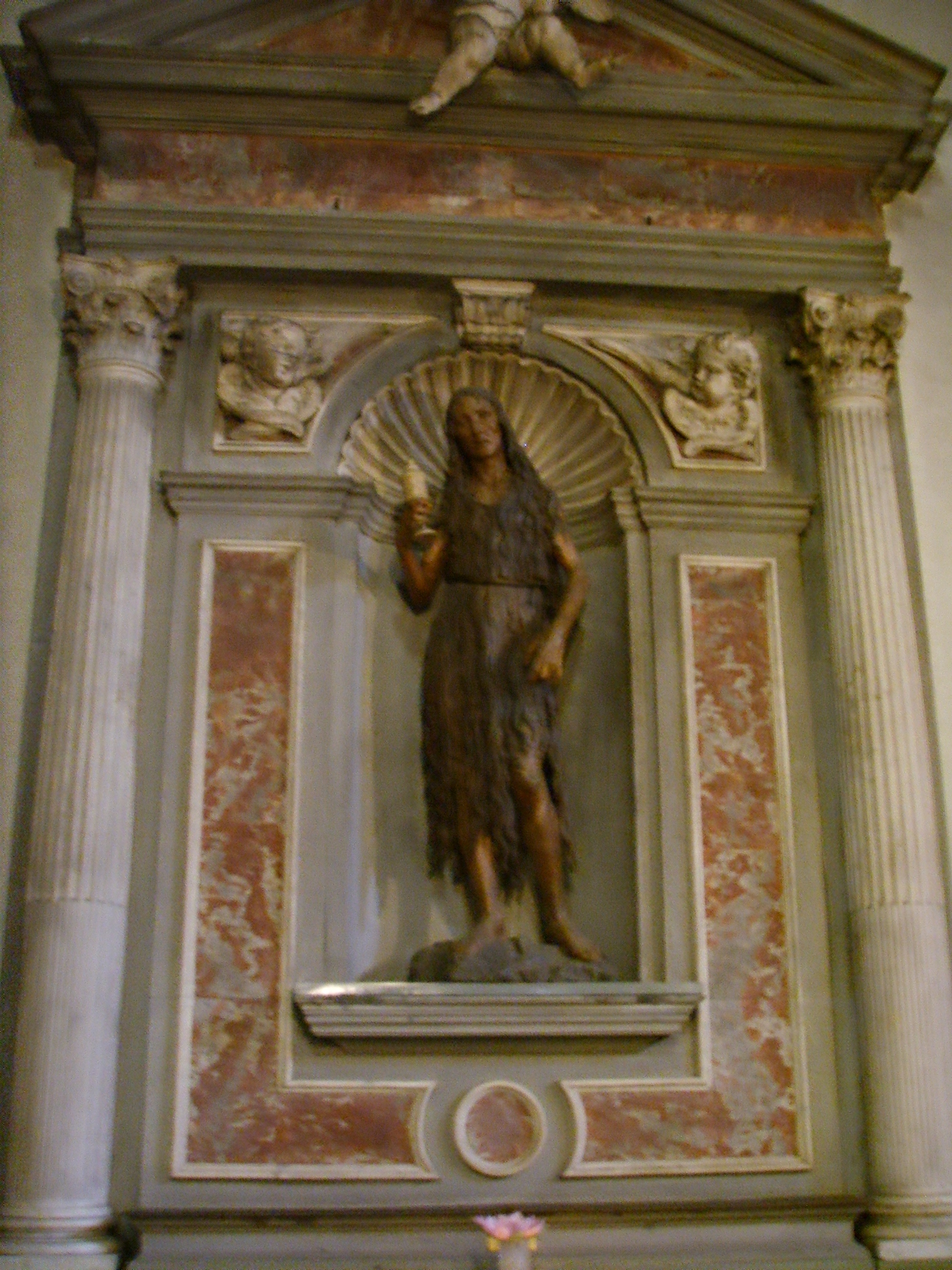
デジデーリオ・ダ・セッティニャーノ『マッダレーナ』

デジデーリオ・ダ・セッティニャーノ（Desiderio da Settignano, 1430年頃 - 1464年）本名デジデーリオ・デ・バルトロメオ・ディ・フランチェスコ・デット・フェッロ（Desiderio de Bartolomeo di Francesco detto Ferro）は、ルネサンス期に活動したイタリアの彫刻家。

## 生涯
セッティニャーノはフィレンツェ近郊のセッティニャーノの、石彫刻師・石工の家に生まれた。セッティニャーノの作品、とくに浅浮き彫りの使い方に、ドナテッロの影響が見られる。
1450年から1455年の間、セッティニャーノはフィレンツェのサンタ・クローチェ聖堂のパッツィ家礼拝堂の、智天使のフリーズを制作した。1453年、町の石工・木工職人のギルドに入ったセッティニャーノは、同聖堂で、（やはりその聖堂にある）ベルナルド・ロッセリーノの作ったレオナルド・ブルーニの墓碑に触発されて、フィレンツェ書記官長カルロ・マルスッピーニの墓碑を作ったが、それはまるでサルコファガス（石棺）の上に遺体が横たわっているように見え、その上を付柱で支えられた凱旋門が覆っていた。1455年頃から、フィレンツェのサンタ・トリニタ教会に、ストロッツィ家のマリエッタ・ストロッツィの胸像（それは現在ベルリンにある）と、多色彩飾を施した『マッダレーナ』の木像に着手した。『マッダレーナ』は同時代のドナテッロの作品が古ぼけたものに見えるほど、好評を博した。
1461年に、フィレンツェのサン・ロレンツォ聖堂のサクラメント礼拝堂にタベルナクルを完成させた。
セッティニャーノは1464年、フィレンツェで亡くなった。死因は結核と言われているが、定かではない。最も有名な弟子は、シモーネ・フェルッチである。
ジョルジョ・ヴァザーリは、その著書『画家・彫刻家・建築家列伝』の中にセッティニャーノの伝記を記している。
2011年9月24日にBSジャパンで放送された、ドキュメンタリーテレビドラマ『フィレンツェ・ラビリンス〜15世紀の私を探して』では、女優・杏が作家の森下典子に扮して、セッティニャーノの足跡や作品を特集していた。

## 代表作
- フィレンツェ、サンタ・クローチェ聖堂のカルロ・マルスッピーニの墓碑
- ボールガールの聖母（1455年頃） - レリーフ、大理石 Norton Simon Museum
- 少年（1455年頃 - 1460年） - 胸像、大理石 The Collection - National Gallery of Art
- 聖母子（1455年頃 - 1560年） - レリーフ、大理石 Philadelphia Museum of Art
- 幼子イエス（1460年頃） - 胸像、大理石 The Collection - National Gallery of Art[リンク切れ]
- フィレンツェ、サン・ロレンツォ聖堂サクラメント礼拝堂の祭壇（1461年完成）
- 砂漠の聖ヒエロニムス（1461年頃） - 大理石 The Collection - National Gallery of Art